# Juan de la Cosa

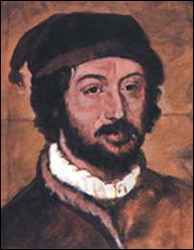
Juan de la Cosa

Juan de la Cosa (ur. 1460, zm. 28 lutego 1510) – hiszpański kartograf, konkwistador, armator i podróżnik.
Pochodził z Galicji. W roku 1492 zawinął statkiem do Palos, gdzie wynajął Krzysztofowi Kolumbowi własny statek, karakę La Gallega, który później został przemianowany na Santa María i został flagowym statkiem w pierwszej wyprawie Kolumba. Sam uczestniczył w tej wyprawie jako pilot, a po zatonięciu statku powrócił na innym, Niñi, do Hiszpanii. W 1493 r. wyruszył również jako pilot w drugą wyprawę Kolumba, która zbadała wybrzeża Kuby i Jamajki.

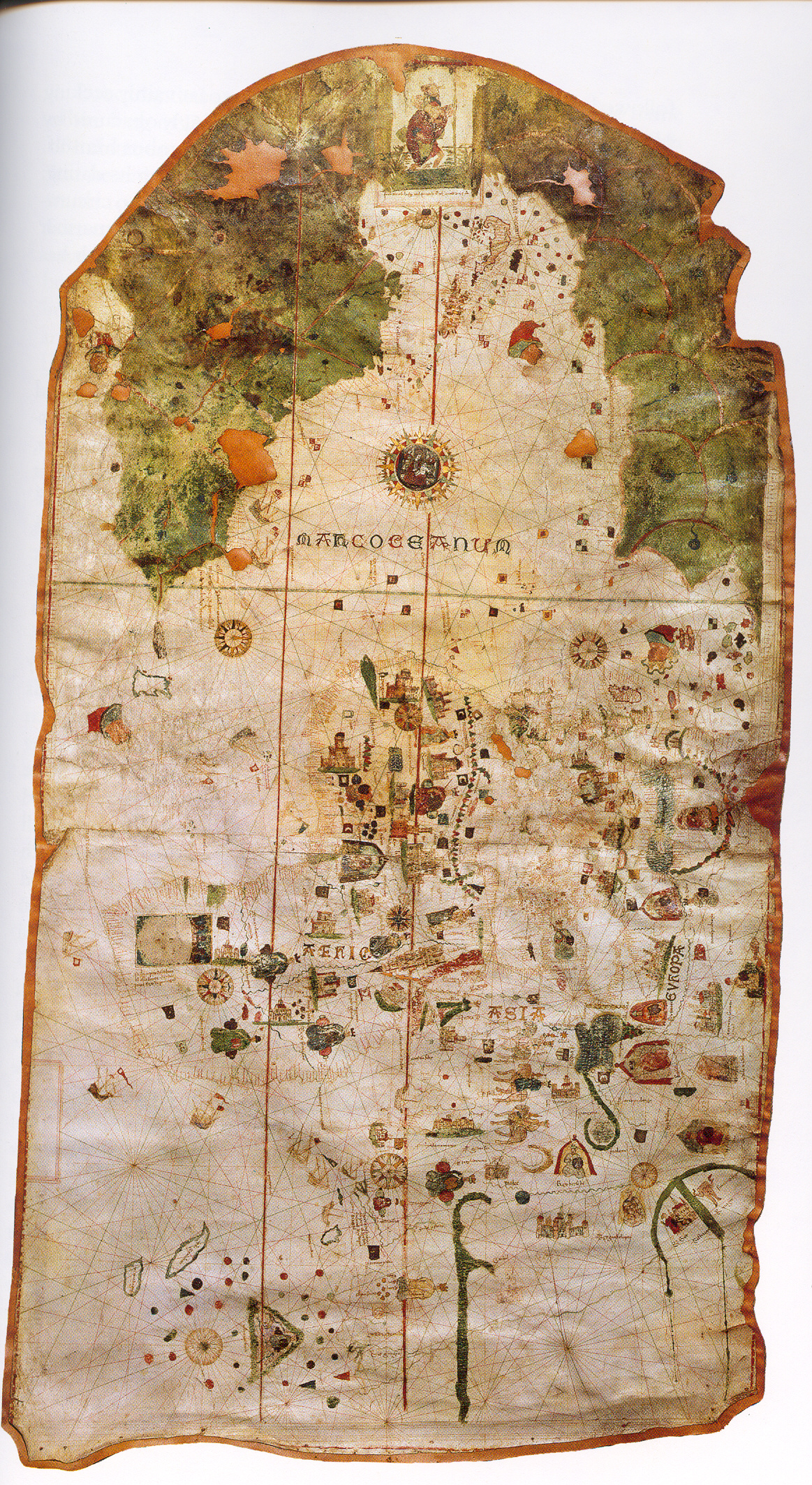
Mapa Juana de la Cosy z 1500 r., eksponowana w Museo Naval w Madrycie

Wbrew temu co twierdził Kolumb, Juan de la Cosa uważał Kubę za wyspę. Swoje przypuszczenia zamieścił na mapie sporządzonej w 1500 roku, na której został umieszczony ponadto zarys lądu Ameryki Południowej (prawdopodobnie na podstawie wypraw Johna Cabota) oraz nieodkryta jeszcze Zatoka Meksykańska – cel nieodbytej podróży Amerigo Vespucci w latach 1497-1498. Historycy uważają, że Juan de la Cosa musiał korzystać z informacji pochodzących z innych nieznanych lub utajonych rejsów. Inna wersja mówi, iż Hiszpan korzystał z mapy Kolumba z pierwszego rejsu lub że trafił do niewoli muzułmańskiej wraz z mapą i na jej podstawie inny arabski żeglarz Piri Reis stworzył mapę w 1513 roku z zarysami brzegów Ameryki. Mapa ta została odkryta i opublikowana w 1935 roku.
W dniu 20 maja 1499 r. Juan de la Cosa wyruszył na wyprawę wraz z Alonsem de Hojedą do Ameryki Południowej. Zbadali wybrzeża Gujany do jeziora Maracaibo. W 1501 r. de la Cosa był pilotem w innej wyprawie, dowodzonej przez Rodrigo de Bastidasa, który zbadał wybrzeża Kolumbii od Maracaibo do Darien. W 1504 r. Juan de la Cosa wyruszył na własną wyprawę w ten sam region.
Dzięki jego mapom, korona hiszpańska rozpoczęła kolonizację Tierra Firme. W 1509 r. Juan de la Cosa wziął udział w wyprawie Alonsa de Hojedy do wybrzeży Kolumbii. Tam w 1510 r. zginął od zatrutej strzały w walce z Indianami.